# Zorzines luzonensis
Zorzines luzonensis là một loài bướm đêm trong họ Noctuidae.